# Midjourney
Midjourney je nezávislý výzkumný projekt zabývající se rozvíjením síly lidské představivosti. Konkrétně se jedná o nástroj, který pomocí umělé inteligence (AI) generuje obrázky na základě textu, který do něj konkrétní osoba nebo subjekt zadá.
Podobně jako DALL-E nebo Stable Diffusion, Midjourney generuje obrazy na základě popisu v přirozeném jazyce, tzv. „promptu“.

## Používání
K použití nástroje je třeba mít účet na platformě Discord a skrze něj nebo přímý odkaz se poté dostat k samotnému nástroji.
Pokud uživatelé nemají zaplacené členství v Midjourney, nemohou z něj vygenerované obrázky používat ke komerčním účelům.
Pro generování obrazu uživatel použije příkaz /imagine a zadá popis, tzv. prompt. Midjourney bot poté vrátí sadu čtyř obrázků. Uživatelé si pak mohou vybrat, které obrázky chtějí zvětšit nebo upravit.
Kromě příkazu /imagine nabízí Midjourney mnoho dalších příkazů, které lze botovi odeslat. Jedná se například o příkaz /blend, který umožňuje uživateli prolnout dva obrázky. Příkaz /shorten uživateli pošle návrhy pro zkrácení promptů. Přes příkaz /describe je uživatel schopný generovat prompty na základě obrazu.

## Historie
Společnost Midjourney, Inc. založil v San Franciscu v Kalifornii David Holz, dříve spoluzakladatel společnosti Leap Motion. Midjourney pro generování obrázků poprvé vstoupilo do otevřené beta verze 12. července 2022.

### Vývoj verzí
Každých několik měsíců Midjourney, Inc. vydává nové verze. Verze 5.2 (vydána v červnu 2023) poskytuje detailnější a ostřejší výsledky s lepší barevnou paletou, kontrastem a kompozicí. Oproti dřívějším modelům má také o něco lepší pochopení pro podněty a lépe reaguje na celý rozsah generovaného obrazu. Model Niji je výsledkem spolupráce mezi Midjourney a Spellbrush. Je přizpůsoben k vytváření obrazu v anime stylu a vyniká v generování dynamických a akčních kompozic zaměřených na postavy. 
| Běžné modely | Běžné modely  | Další modely | Další modely  |
| Verze        | Datum vydání  | Verze        | Datum vydání  |
| ------------ | ------------- | ------------ | ------------- |
| V1           | Únor 2022     | Niji         | prosinec 2022 |
| V2           | Duben 2022    | Niji 5       | duben 2023    |
| V3           | Červenec 2022 |              |               |
| V4           | Listopad 2022 |              |               |
| V5           | Březen 2023   |              |               |
| V5.1         | Květen 2023   |              |               |
| V5.2         | Červen 2023   |              |               |
| V6           | Prosinec 2023 |              |               |
| V6.1         | Červenec 2024 |              |               |

## Kontroverze
Obrazy generované v Midjourney jsou dnes již natolik kvalitní, že vzbudily kontroverze a otázky, jak o budoucnosti umění, tak o férovosti. Např. jeden z uživatelů se zapsal do umělecké soutěže s vygenerovaný obrazem a vyhrál, což vyvolalo silné diskuze.
Objevují se také komiksy na základě obrázků vygenerovaných z Midjourney, které vzbudily diskuze o autorských právech. Zejména v případě komiksu Zarya of the Dawn od Kris Kashtanove, která jako předobraz své hlavní hrdinky využila podobu herečky Zendaya a skrze Úřad pro autorská práva v USA si na dílo nárokovala autorská práva.
13. ledna 2023 podaly tři umělkyně – Sarah Andersen, Kelly McKernan a Karla Ortiz – žalobu za porušení autorských práv proti společnostem Stability AI, Midjourney, Inc. a DeviantArt, v níž tvrdí, že tyto společnosti porušily práva milionů umělců tím, že bez jejich původních souhlasů trénovaly nástroje umělé inteligence na pěti miliardách obrázků dostupných na webu. V červenci 2023 se americký soud přiklonil k zamítnutí většiny žaloby, ale umožnil podání nové stížnosti.

## Galerie

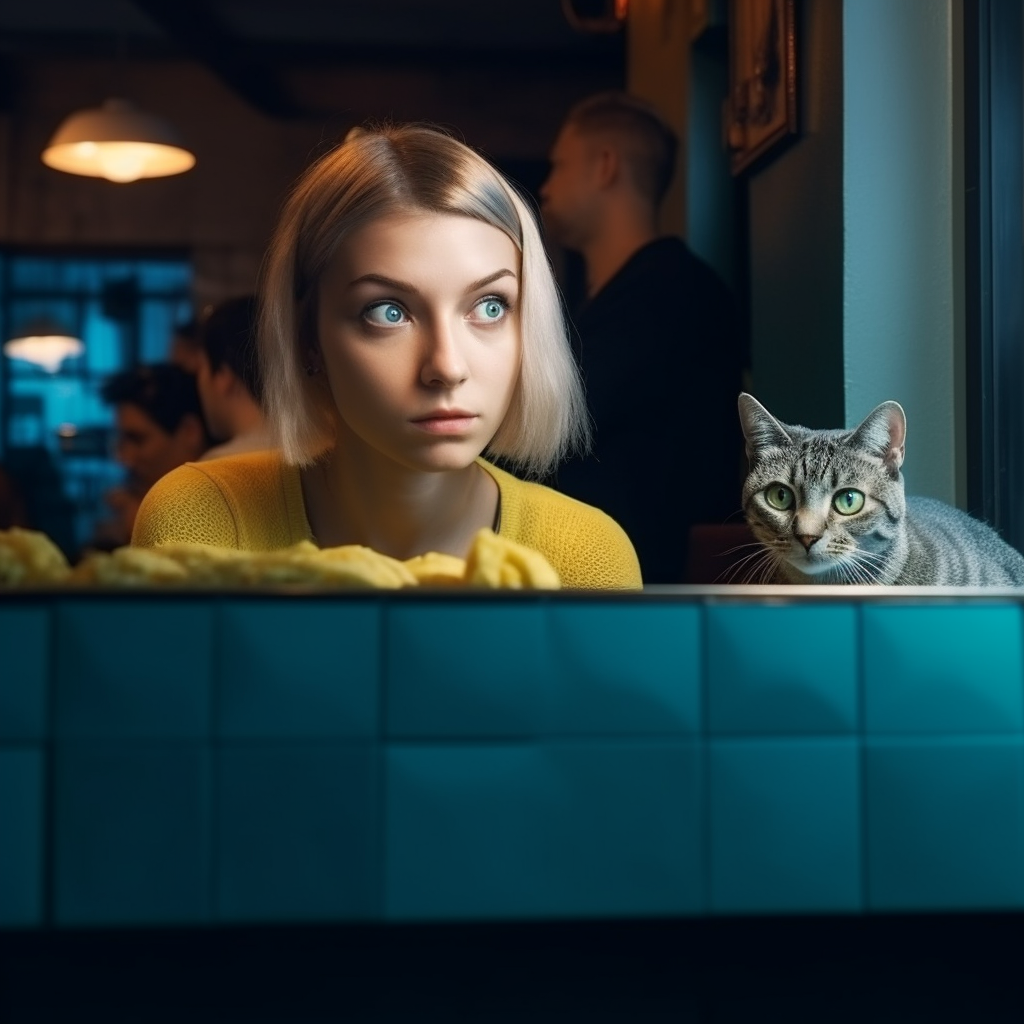